# وحيدة رحمن
وحيدة رحمن (بالإنجليزية: Waheeda Rehman) هي ممثلة هندية بدأت مسيرتها الفنية عام 1955.

## المسيرة الفنية
الأفلام/
كهاموشي
1969
كابهي كابهي
1976
ريشما وشيرا
1971
اوم جاي جاجاديش
2002
لامهي
1991
دلهي 6
2009
بازي
1968
رانج دي باسانتي
2006
تريشول
1978
زندكي زندكي
1972
شاندني
1989
ناماك حلال
1982
الإشتعال
1984
كولي
1983
هيماتوالا
1983
المياه
2005
الجوائز: جائزة فيلم فير لأفضل ممثلة، جائزة فلم فير لأفضل انجاز مدى الحياة، بادما شري، جائزة الفيلم الوطني لأفضل ممثلة
الترشيحات: جائزة فيلم فير لأفضل ممثلة مساعدة

## روابط خارجية
- وحيدة رحمن على موقع IMDb (الإنجليزية)
- وحيدة رحمن على موقع الموسوعة البريطانية (الإنجليزية)
- وحيدة رحمن على موقع ألو سيني (الفرنسية)
- وحيدة رحمن على موقع ميوزك برينز (الإنجليزية)
- وحيدة رحمن على موقع أول موفي (الإنجليزية)
- وحيدة رحمن على موقع ديسكوغز (الإنجليزية)
- وحيدة رحمن على موقع قاعدة بيانات الفيلم (الإنجليزية)
- وحيدة رحمن على موقع كينوبويسك (الروسية)